# Dmytro Matsapura
Dmytro Serhiyovych Matsapura (en ukrainien : Дмитро Сергійович Мацапура), né le 10 mars 2000 à Kharkiv en Ukraine, est un footballeur ukrainien évoluant au poste de gardien de but.

## Biographie

### En club
Né à Kharkiv en Ukraine, Dmytro Matsapura est formé par le club local du Metalist Kharkiv avant de rejoindre le Zorya Louhansk en 2017, où il poursuit sa formation. Il joue son premier match en professionnel avec ce club, lors d'une rencontre de championnat contre le FK Oleksandria le 5 juillet 2020. Il est titularisé et les deux équipes se neutralisent ce jour-là (2-2 score final).
Matsapura fait sa première apparition en coupe d'Europe le 26 août 2021, à l'occasion d'une rencontre qualificative pour la Ligue Europa 2021-2022 contre le Rapid Vienne. Il entre en jeu à la place de Mykyta Shevchenko, sorti sur blessure, et son équipe s'incline par trois buts à deux.
Propulsé titulaire à la suite de l'absence sur blessure de Mykyta Shevchenko, Matsapura joue notamment tous les matchs de son équipe lors de la phase de groupe de Ligue Europa Conférence 2021-2022. Il s'illustre lors de cette campagne en réalisant de nombreux arrêts, devenant le deuxième gardien de but de la phase de groupes en termes de nombre d'arrêts effectués.
En février 2023, Dmytro Matsapura se blesse sérieusement au genou durant un entraînement. Victime d'une rupture du ligament croisé, il est absent pour de longs mois et ne rejoue pas de la saison 2022-2023, ni même lors de l'année 2023. Il est prévu qu'il fasse son retour dans le groupe professionnel du Zorya Louhansk lors du camp d'entraînement de l'équipe à l'hiver 2024.

### En sélection
En septembre 2022, Dmytro Matsapura est appelé pour la première fois avec l'équipe d'Ukraine espoirs,.